# FileZilla Server
FileZilla Server è un software gratuito per Microsoft Windows NT, 2000, Xp,Vista e Seven. Il programma è un server FTP e supporta i protocolli FTP e FTPS (FTP su SSL/TLS).
Il codice sorgente del programma è disponibile su SourceForge. Con il progetto FileZilla esso è stato nominato progetto del mese in novembre 2003 e uno dei progetti più popolari di SourceForge nel 2007.

## Caratteristiche
- Limite di download e upload
- Compressione dati inviati
- Cifratura con algoritmo SSL/TLS (per l'FTPS)
- Limiti di accesso alla rete LAN sia in download che in upload

## Limiti di velocità
I limiti di velocità imposti dal programma sono stati realizzati per prevenire che il programma occupi tutta la banda di connessione a Internet. In ogni caso, l'utente può evitare che il programma sia soggetto a questi limiti e utilizzi in maniera completa la connessione a Internet oppure può impostare un diverso livello di compressione dati in modo da ridurre considerevolmente la mole di dati da inviare o ricevere.

## Requisiti di sistema
Il programma occupa 3,4 Megabytes sul disco rigido e richiede un processore Pentium minimo e una scheda grafica che gli possa concedere almeno 6 megabytes di memoria.